# Дем'янська операція (1941)
Дем'янська операція (1941) — оборонні дії радянських військ Північно-Західного фронту (командувач генерал-лейтенант Курочкін П. О.) в ході загального наступу Вермахту восени 1941 року в районі селища Дем'янськ південніше озера Ільмень. Бойові дії в ході операції точилися на території нинішньої Новгородської області (під час війни Ленінградська область) і почасти на території Калінінської області.

## Історія
24 серпня 1941 Верховне командування Вермахту наказало 56-му моторизованому, 2-му та 10-му армійським корпусам 16-ї армії генерал-полковника Е.Буша групи армій «Північ», а також 62-му моторизованому корпусу групи армій «Центр» розвивати наступ на схід у напрямку Дем'янська і Великих Лук. 30 серпня німці перейшли в наступ. 8 вересня німецька 19-та танкова дивізія опанувала Дем'янськ. 20-та танкова дивізія 62-го корпусу вдарила з півдня і з'єдналася з 10-м корпусом, оточивши більшу частину 27-ї радянської армії та частину сил 11-ї і 34-ї армій. Німцями було заявлено про захоплення 35 тис. полонених, знищення або захопленні 117 танків і 254 гармат.
У районі Холма удар був завданий більш ніж двома німецькими піхотними дивізіями проти ослаблих частин 27-ї армії, і остання вже 1 вересня почала відходити з важкими ар'єргардними боями на Аполець — Марьово. 7 вересня німці силами трьох піхотних дивізій за підтримки танками, почали атаки в стик 34-й і 11-й армій у напрямку Туганово — Сорочино — В'язовка.
8-9 вересня бойові дії вже йшли в смузі шириною до трьохсот кілометрів. Особливо гострою виявилася ситуація під Личково, куди спішно була перекинута 202-га стрілецька дивізія (без танкового і всього двох піхотних полків). Її бійці щойно вийшли з оточення, подолавши тридцять кілометрів лісу і багні майже непрохідного болота Невий мох.
Радянським командуванням були вжиті необхідні заходи щодо виведення з оточення військ 34-ї армії. Один зі штабних офіцерів перелетів на літаку По-2 через ворожі бойові порядки і виявив в лісі трьох комдивів цієї армії — двох генералів і одного полковника. Розділивши оточені частини армій на три колони, вони повели їх на прорив. З оточення вийшли 163-тя мотострілецька дивізія, 257-ма і 259-та стрілецькі дивізії, 270-й корпусний артилерійський полк з матеріальною частиною, а також залишки кількох інших з'єднань, очолені начальником оперативного відділу штабу армії полковником Юдінцев.
11 вересня неподалік від села Заборов'е встановлено контакт з другим ешелоном штабу 34-ї армії. Тут виявилися начальник артилерії армії генерал-майор артилерії Гончаров В. С. і командарм Качанов К. М.. Обидва вони нічого до пуття про свої війська не знали і виглядали розгубленими. Через день армійське керівництво було замінено. Виконуючим обов'язки командарма став генерал-майор Алфер'єв П. Ф., начальником штабу — генерал-майор Романов М. Т., начальником артилерії — генерал-майор артилерії Чистяков М. М..
12 вересня 11-та і 27-ма армії поповнилися кожна двома дивізіями. 19 вересня на посилення Північно-Західного фронту з Далекого Сходу прибула 26-та Златоустівська Червонопрапорна дивізія.
У другій половині вересня 1941 року активна фаза операції практично була закінчена. Противник, опанувавши Дем'янськ і закріпившись по лінії озер, через брак сил та підготовку до стратегічного наступу на московському напрямку значної активності не проявляв. Тим часом радянське командування активно поповнювало Північно-Західний фронт і перекидало туди підкріплення. Продовжували вихід з оточення окремі радянські підрозділи. Одночасно, радянські війська обладнували оборонні позиції і проводили турбуючі атаки позицій супротивника. Так, Франц Гальдер зазначив у своєму щоденнику за 21 вересня 1941 року «Противник чинить сильний тиск на наші війська в районі Валдайських висот. Проти 2-го армійського корпусу противник навіть зробив атаку за підтримки танків».
26 вересня оборонна операція Північно-Західного фронту проти 16-ї армії і 3-ї танкової групи завершилася. Війська 11-ї, 34-ї і 27-ї армій міцно закріпилися на лінії озеро Ільмень — Личкове — озеро Велье — озеро Селігер — озеро Волго.
До 30 вересня 1941 року лінія фронту в смузі операції проходила від озера Ільмень на схід до району східніше Личкове. Радянським військам на цій ділянці фронту протистояли частини 32-ї, 290-ї піхотних дивізій, 30-та піхотна дивізія і два полки дивізії СС «Мертва голова».